# العربي الجديد
العربي الجديد هو موقع الكتروني إعلامي يعنى بالقضايا الإخبارية والشؤون الجارية، له موقعان الأول باللغة العربية والآخر بالإنجليزية، مملوك لشركة فضاءات ميديا ومقراته الرئيسية في الدوحة ولندن، للموقع عدة مكاتب في عواصم عربية تضمّ مجموعة من الموظفين متعددي الجنسيات من جميع أنحاء العالم، مع شبكة كبيرة من المراسلين في منطقة الشرق الأوسط وشمال أفريقيا. كما ويصدر صحيفة يومية تحمل نفس الاسم في أكثر من طبعة عربية، وطبعة دولية.
الموقع يوفر تغطية إخبارية وتحليلات متنوعة للأحداث والتطورات حول العالم مع التركيز على منطقة الشرق الأوسط وشمال أفريقيا. هذا وتدعي العربي الجديد أنها توفر تغطية متعمقة وغنية بالمعلومات، وتطرح وجهات النظر والأصوات التي تعزز الخطاب التقدمي وتتصدى للروايات الاستبدادية والطائفية.

## تاريخ الموقع
أُطلِقَ الموقع الإخباري العربي والصحيفة المطبوعة في لندن، المملكة المتحدة، في مارس 2014، بهدف تقديم صوت مستقل وتقدمي في المشهد الإعلامي العربي.
كما وأُطلق في سبتمبر 2014 من نفس العام الموقع الإنكليزي تحت عنوان انترنت مختلف (The New Arab)، ليعمل جنبًا إلى جنب مع الموقع العربي.

## الخط التحريري والمكاتب
صرّح الموقع باستقلاليته التحريرية والتزامه بالنزاهة الصحفية. وبأنه يهدف إلى تقديم وجهات نظر متنوعة حول القضايا، وتعزيز حرية التعبير والقيم الديمقراطية. وهو ما تمّ ملاحظته في العديد من المواقف التي انتقدت الاستبداد وانتهاكات حقوق الإنسان والفساد داخل المنطقة العربية وفي جميع أنحاء العالم.

### المكاتب
1. المكتب الدولي: تتم إدارة مكتب أخبار العربي الجديد من قبل فريق مقره في لندن، بدعم من مساهمات من المراسلين الإقليميين والدوليين.
2. مكتب الآراء: يقدم مكتب الآراء تعليقات على مختلف القصص والقضايا التي تؤثر على الرأي العام، تهدف إلى مساعدة القراء على تكوين آرائهم الخاصة.
3. مكتب التحليل: يغطي مكتب التحليل السياسات الإقليمية، ويقدم تفسيرات وتوقعات تتعلق بالأحداث العالمية والإقليمية الهامة. ويقدم تحليلات من خبراء في مراكز الفكر ومجتمعات صنع السياسات.
4. مكتب الميزات: يغطي مكتب الميزات موضوعات تتعلق بالثقافة والمجتمع والصحة والبيئة، مع التركيز على منطقة الشرق الأوسط وشمال أفريقيا ووجهات نظر الأقليات. ينشر المكتب أيضًا المقابلات، بالإضافة إلى مراجعات الأفلام والكتب.
5. مكتب التحقيقات: يركز مكتب التحقيقات على قصص مأخوذة من منطقة الشرق الأوسط وشمال أفريقيا ومغتربيها، مع موضوعات مثل فساد الشركات والحكومات، وحقوق الإنسان والحيوان، والأضرار البيئية، والجريمة المنظمة، والمراقبة التكنولوجية، وتجارة الأسلحة، وما إلى ذلك.

## بودكاست
صوت العربي الجديد هو بودكاست أسبوعي يبحث في القصص أو الأحداث أو الأفراد الذين يتصدرون عناوين الأخبار في الشرق الأوسط وشمال أفريقيا. تعتمد كل حلقة على الأدلة، وتوفر وجهات نظر على أرض الواقع وتسلط الضوء على تجارب الأشخاص الأكثر تضرراً.

## صحيفة العربي الجديد
صدر العدد الورقي الأول للصحيفة في شهر سبتمبر/أيلول عام 2014، بعد شهور قليلة على انطلاق الموقع، إذ تقدم الصحيفة تغطية منوعة للأخبار العربية والدولية، هذا وتتكون الصحيفة من 32 صفحة أساسية ملونة يتم توزيعها في عدة دول عربية وأجنبية، من بينها: المملكة المتحدة، قطر، تركيا، تونس، المغرب، هولندا، بلجيكا، فرنسا، المانيا، اسبانيا، النمسا، سويسرا، كما وتوزع الصحيفة في 158 مدينة حول العالم.
في أكتوبر 2015 قررت السلطة الفلسطينية إغلاق مكتب صحيفة العربي الجديد في مدينة رام الله بالضفة الغربية بشكل كامل ونهائي.
في مايو 2017 بدأ طبع الجريدة الورقيّة في تركيا، لتكون الدولة الرابعة التي تطبع فيها صحيفة «العربي الجديد» بعد لندن والدوحة وبيروت. ثم في يناير 2018 تم وقف النسخة الورقية في لبنان.

## الجوائز
- فاز العربي الجديد بالمركز الأول في فئة الفيديو عن فيديو "مشكلة فلسطين في ألمانيا" والمركز الثالث في فئة البودكاست عن مشروع "الصوت العربي الجديد" في جوائز WAN-IFRA للوسائط الرقمية في الشرق الأوسط عام 2023.[9]
- جائزة العربي الجديد كوسيلة للنشر بالتعاون مع أريج.
- جائزة مؤسسة تريس للتقارير الاستقصائية لعام 2024.[10]